# 中国银行青岛分行旧址
36°04′0.4″N 120°18′47″E / 36.066778°N 120.31306°E
中国银行青岛分行旧址位于中国山东省青岛市市南区中山路62号，为中国银行在青分支机构旧址，建于1932－1934年，建筑师陆谦受、吴景奇设计，现为中国工商银行青岛中山路支行，为山东省文物保护单位青岛中山路近代建筑的一部分。

## 历史
中国银行青岛分行的前身为1909年9月21日开业的大清银行青岛分号，隶属济南分行。德占时期的大清银行青岛分号业务范围狭小，主要代收胶海关的部分关税和办理公款收付事项。1913年5月15日改组为中国银行青岛分号。1914年日本占领青岛后仍受排挤。1922年12月北洋政府收回青岛后，该行享有代理国库和发行兑换券特权。1929年7月1日，该行由支行改为分行，统辖山东省境内的中行业务，并于同月领导青岛银钱业废除胶平银，打破了日本横滨正金银行垄断青岛金融贸易的局面，并开办了进出口押汇、汇出汇入款项、买入外汇票据、兑入兑出外币等业务，一跃而成为青岛的转帐中心。
1932年，青岛市政府将中山路第四公园的土地放租给中国银行等6家中资银行及青岛银行公会用于建设新楼，中国银行青岛分行大楼位于中山路曲阜路路口西北角，1932年10月8日开工，1934年1月31日竣工，建筑师陆谦受（时任中国银行建筑课课长）与吴景奇合作设计，建筑师徐垚参与工程设计，建筑师刘铨法参与监工。1936年末，该行拥有存款1133万元，放款1145万元，其中同业存款200余万元。1937年7月，青岛分行共辖支行3个、办事处8个、寄庄2个、办事分处1个。该行设有保险公司，经营保险业务，还投资经营义利油厂、华义贸易公司、青岛国货公司、仁丰纺织公司等企业，为当时青岛实力最强的银行。
1937年七七事变后，该行紧缩业务。1941年太平洋战争爆发后，该行被日军及其傀儡政府接管停业，房产于次年移交大阜银行。日本投降后，该行于1946年1月4日复业。1949年6月，该行由中国人民解放军青岛军事管制委员会金融部接管，1953年改为专营外汇业务的专业银行，不再经营一般银行业务。1957年至1979年被划归中国人民银行系统。改革开放后增加业务，逐渐由国家专业银行发展为国有商业银行。1984年中国工商银行青岛市分行成立后，中国银行青岛分行旧址部分楼层为该行所使用，现为中国工商银行青岛中山路支行。2000年，该建筑列入第一批青岛市历史优秀建筑名单。2006年12月7日，该建筑成为山东省文物保护单位青岛中山路近代建筑的一部分。2021年9月至2022年1月，包括该建筑在内的该地块所有旧银行建筑经历外立面修缮，包括外墙清洗、外墙面材质修复、门窗更换等。

## 建筑特色
中国银行青岛分行旧址平面大致为方形，占地面积1557.34平方米，建筑面积4761.42平方米，钢筋混凝土结构，地上3层，地下1层，平屋顶。外墙为大块花岗岩贴面石，正立面每层均匀布置三组三联窗户，一层中央为主入口，前方设6级台阶，一层窗户之间的墙面以石材拼贴为密集的水平影线，增强底部厚重感。檐口略微出挑，下方设有内凹的中式装饰纹样带。正立面两侧建有斜切的转角楼，通过其体量收进与檐口降低烘托出正立面的宏伟。南立面顶部凸出两处马头墙状装饰物。建筑内部正中央为双层通高、约18米的营业厅，顶部设玻璃屋顶，围绕大厅设置会客室、办公室等房间。
该建筑的设计者陆谦受是中国现代建筑的先锋人物之一，该建筑与陆谦受设计的其他中国银行大楼一样，简洁、厚重而不失细腻。梁思成在《中国建筑史》中认为，“陆谦受各地之中国银行有其一贯之风格，谨严素雅，不陷俗套”。